# Insurgència xiïta al Iemen
La insurrecció xiïta al Iemen és una guerra civil que va començar el mes de juny de l'any 2004, quan el clergue opositor Hussein Badreddin al-Houthi, líder dels rebels houtis, un moviment xiïta de la branca zaidita, va iniciar una rebel·lió contra el Govern iemenita. La major part de la lluita s'ha centrat en la governació de Sa'dah, però s'ha expandit a altres provincies veïnes, i fins i tot a zones frontereres amb el regne de l'Aràbia Saudita.
El Govern iemenita ha manifestat que els rebels houtis estaven tractant d'enderrocar al president del país, Ali Abdallah al-Salih (també zaidita), i que els rebels tractaven de posar en pràctica la llei religiosa xiïta. Els rebels diuen que estan "defensant a la seva comunitat contra la discriminació" i l'agressió del Govern. El Govern del Iemen ha acusat a la República Islàmica de l'Iran de dirigir i finançar aquesta insurrecció.
L'agost de l'any 2009, el Govern iemenita va llançar una ofensiva contra els rebels; van ser desplaçats centenars de milers de civils per la lluita. El conflicte es va tornar internacional el 4 de novembre d'aquell any, quan es van iniciar els enfrontaments entre els rebels i les tropes de seguretat saudites a les zones frontereres, la qual cosa va portar al fet que els saudites llancessin una ofensiva contra els rebels.
Els xiïtes han acusat al Govern de l'Aràbia Saudita de donar suport al Govern del Iemen, tanmateix però, el Govern saudita ho nega. També declaren que els Estats Units ha intervingut obertament en el conflicte des del dia 14 de desembre de l'any 2009, quan els EUA van llançar fins a 28 atacs aeris contra les posicionis insurgents a la ciutat de Saadah.
El General Ali Mohsen al-Ahmar va comandar les operacions del Govern fins que va desertar durant les Protestes al Iemen de 2011, que van formar part de l'anomenada Primavera Àrab.